# SOHC

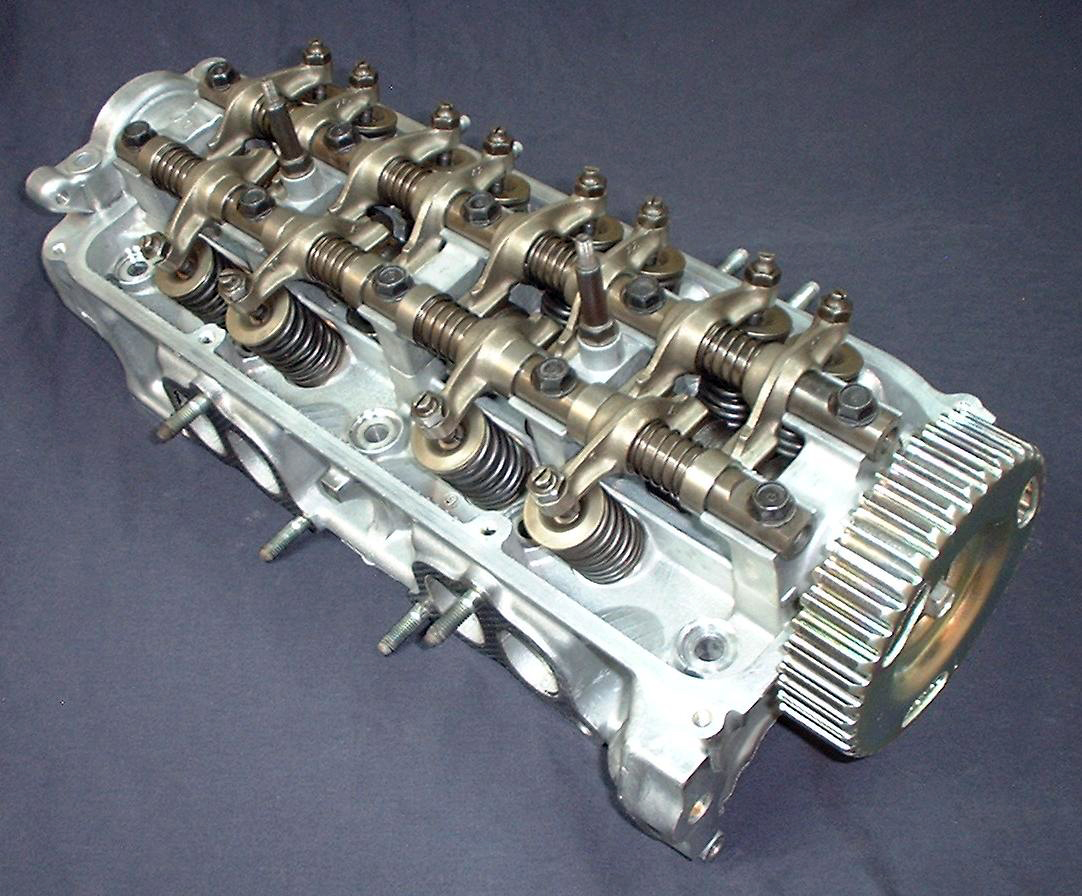
Um SOHC de um Honda CRX Si.

SOHC (em língua inglesa Single Overhead Camshaft) ou Comando simples de válvulas no cabeçote (Brasil) e Árvore de cames à cabeça (Portugal) é, em engenharia mecânica, um motor de explosão de quatro tempos que usa comando simples de válvulas (duas por cilindro) para controlar a abertura e fecho das válvulas de admissão e de escape.

## Descrição
Os motores com apenas uma árvore de cames é responsável por abrir e fechar as válvulas de saída para escape de gases e as válvulas de entrada do combustível, mas pode variar a quantidade de valvulas por cilindro exemplo Honda Civic 1.6 16v (quatro válvulas por cilindro).

## Vantagens e desvantagens
Tanto a distribuição DOHC como SOHC possuem as suas vantagens e desvantagens. Por exemplo, o motor com quatro válvulas por cilindro DOHC (às vezes pode ser até oito válvulas por cilindro) tem mais torque e potência em altas rotações, mas não tem nenhuma vantagem em baixas rotações, já o motor SOHC (com duas válvulas por cilindro), não tem muita potência em altas rotações devido as poucas opções de entrada e saída dos elementos, e tem um bom binário do motor em baixas rotações sendo ligeiramente mais econômico.